# Premi César 2009

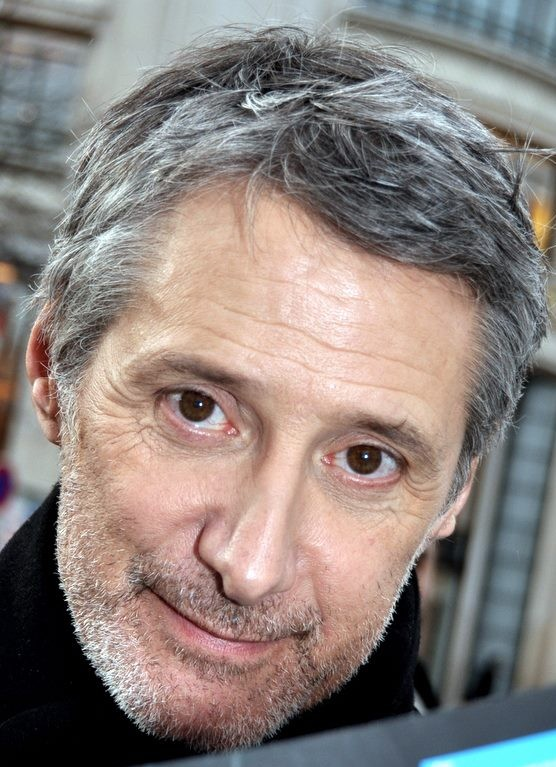
Antoine de Caunes presentatore della cerimonia

La cerimonia di premiazione della 34ª edizione dei Premi César si è svolta il 27 febbraio 2009 al Théâtre du Châtelet di Parigi. È stata presieduta da Charlotte Gainsbourg e presentata da Antoine de Caunes. È stata trasmessa da Canal+.
Ad ottenere il maggior numero di candidature (dieci) è stato il dittico Nemico pubblico N. 1 - L'istinto di morte (Mesrine: L'instinct de mort) / Nemico pubblico N. 1 - L'ora della fuga (Mesrine: L'ennemi public n° 1) di Jean-François Richet, considerato come un'unica opera, mentre il film che ha ottenuto il maggior numero di premi (sette) è stato Séraphine di Martin Provost.

## Vincitori e candidati
I vincitori sono indicati in grassetto, a seguire gli altri candidati.

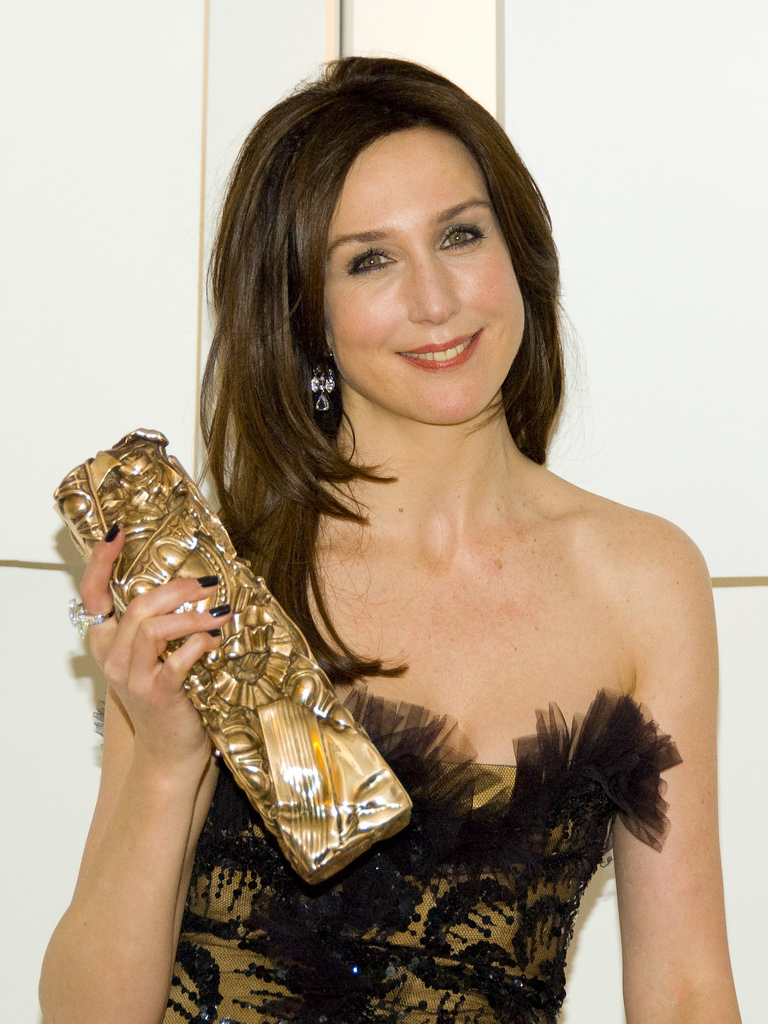
Elsa Zylberstein con il César ricevuto come migliore attrice non protagonista

### Miglior film
- Séraphine, regia di Martin Provost
- La classe - Entre les murs (Entre les murs), regia di Laurent Cantet
- Nemico pubblico N. 1 - L'istinto di morte (Mesrine: L'instinct de mort) / Nemico pubblico N. 1 - L'ora della fuga (Mesrine: L'ennemi public n° 1), regia di Jean-François Richet
- Parigi (Paris), regia di Cédric Klapisch
- Le Premier Jour du reste de ta vie, regia di Rémi Bezançon
- Racconto di Natale (Un conte de Noël), regia di Arnaud Desplechin
- Ti amerò sempre (Il y a longtemps que je t'aime), regia di Philippe Claudel

### Miglior regista
- Jean-François Richet - Nemico pubblico N. 1 - L'istinto di morte (Mesrine: L'instinct de mort) / Nemico pubblico N. 1 - L'ora della fuga (Mesrine: L'ennemi public n° 1)
- Rémi Bezançon - Le Premier Jour du reste de ta vie
- Laurent Cantet - La classe - Entre les murs (Entre les murs)
- Arnaud Desplechin - Racconto di Natale (Un conte de Noël)
- Martin Provost - Séraphine

### Miglior attore
- Vincent Cassel - Nemico pubblico N. 1 - L'istinto di morte (Mesrine: L'instinct de mort) / Nemico pubblico N. 1 - L'ora della fuga (Mesrine: L'ennemi public n° 1)
- François-Xavier Demaison - Coluche, l'histoire d'un mec
- Guillaume Depardieu - Versailles
- Albert Dupontel - Deux jours à tuer
- Jacques Gamblin - Le Premier Jour du reste de ta vie

### Miglior attrice
- Yolande Moreau - Séraphine
- Catherine Frot - Le crime est notre affaire
- Tilda Swinton - Julia
- Sylvie Testud - Sagan
- Kristin Scott Thomas - Ti amerò sempre (Il y a longtemps que je t'aime)

### Migliore attore non protagonista
- Jean-Paul Roussillon - Racconto di Natale (Un conte de Noël)
- Benjamin Biolay - Stella
- Claude Rich - Aide-toi, le ciel t'aidera
- Pierre Vaneck - Deux jours à tuer
- Roschdy Zem - La fille de Monaco

### Migliore attrice non protagonista
- Elsa Zylberstein - Ti amerò sempre (Il y a longtemps que je t'aime)
- Jeanne Balibar - Sagan
- Anne Consigny - Racconto di Natale (Un conte de Noël)
- Édith Scob - L'heure d'été
- Karin Viard - Parigi (Paris)

### Migliore promessa maschile
- Marc-André Grondin - Le Premier Jour du reste de ta vie
- Ralph Amoussou - Aide-toi, le ciel t'aidera
- Laurent Capelluto - Racconto di Natale (Un conte de Noël)
- Grégoire Leprince-Ringuet - La belle personne
- Pio Marmaï - Le Premier Jour du reste de ta vie

### Migliore promessa femminile
- Déborah François - Le Premier Jour du reste de ta vie
- Marilou Berry - Vilaine
- Louise Bourgoin - La fille de Monaco
- Anaïs Demoustier - Les grandes personnes
- Léa Seydoux - La belle personne

### Migliore sceneggiatura originale
- Marc Abdelnour e Martin Provost - Séraphine
- Rémi Bezançon - Le Premier Jour du reste de ta vie
- Dany Boon, Alexandre Charlot e Franck Magnier - Giù al Nord (Bienvenue chez les Ch'tis)
- Philippe Claudel - Ti amerò sempre (Il y a longtemps que je t'aime)
- Arnaud Desplechin e Emmanuel Bourdieu - Racconto di Natale (Un conte de Noël)

### Migliore adattamento
- François Bégaudeau, Robin Campillo e Laurent Cantet - La classe - Entre les murs (Entre les murs)
- Eric Assous, Jérôme Beaujour, Jean Becker e François d'Épenoux - Deux jours à tuer
- François Caviglioli e Pascal Thomas - Le crime est notre affaire
- Abdel Raouf Dafri e Jean-François Richet - Nemico pubblico N. 1 - L'istinto di morte (Mesrine: L'instinct de mort) / Nemico pubblico N. 1 - L'ora della fuga (Mesrine: L'ennemi public n° 1)
- Christophe Honoré e Gilles Taurand - La belle personne

### Migliore fotografia
- Laurent Brunet - Séraphine
- Robert Gantz - Nemico pubblico N. 1 - L'istinto di morte (Mesrine: L'instinct de mort) / Nemico pubblico N. 1 - L'ora della fuga (Mesrine: L'ennemi public n° 1)
- Éric Gautier - Racconto di Natale (Un conte de Noël)
- Agnès Godard - Home
- Tom Stern - Paris 36 (Faubourg 36)

### Miglior montaggio
- Sophie Reine - Le Premier Jour du reste de ta vie
- Laurence Briaud - Racconto di Natale (Un conte de Noël)
- Robin Campillo e Stephanie Leger - La classe - Entre les murs (Entre les murs)
- Francine Sandberg - Parigi (Paris)
- Hervé Schneid e Bill Pankow - Nemico pubblico N. 1 - L'istinto di morte (Mesrine: L'instinct de mort) / Nemico pubblico N. 1 - L'ora della fuga (Mesrine: L'ennemi public n° 1)

### Migliore scenografia
- Thierry François - Séraphine
- Emile Ghigo - Nemico pubblico N. 1 - L'istinto di morte (Mesrine: L'instinct de mort) / Nemico pubblico N. 1 - L'ora della fuga (Mesrine: L'ennemi public n° 1)
- Ivan Niclass - Home
- Jean Rabasse - Paris 36 (Faubourg 36)
- Olivier Raoux - Les enfants de Timpelbach

### Migliori costumi
- Madeline Fontaine - Séraphine
- Nathalie du Roscoat - Sagan
- Pierre-Jean Larroque - Les femmes de l'ombre
- Virginie Montel - Nemico pubblico N. 1 - L'istinto di morte (Mesrine: L'instinct de mort) / Nemico pubblico N. 1 - L'ora della fuga (Mesrine: L'ennemi public n° 1)
- Carine Sarfati - Paris 36 (Faubourg 36)

### Migliore musica
- Michael Galasso - Séraphine
- Jean-Louis Aubert - Ti amerò sempre (Il y a longtemps que je t'aime)
- Marco Beltrami e Marcus Trumpp - Nemico pubblico N. 1 - L'istinto di morte (Mesrine: L'instinct de mort) / Nemico pubblico N. 1 - L'ora della fuga (Mesrine: L'ennemi public n° 1)
- Sinclair - Le Premier Jour du reste de ta vie
- Reinhardt Wagner - Paris 36 (Faubourg 36)

### Miglior sonoro
- Jean Minondo, Gérard Hardy, Alexandre Widmer, Loïc Prian, François Groult e Hervé Buirette - Nemico pubblico N. 1 - L'istinto di morte (Mesrine: L'instinct de mort) / Nemico pubblico N. 1 - L'ora della fuga (Mesrine: L'ennemi public n° 1)
- Jean-Pierre Laforce, Nicolas Cantin e Sylvain Malbrant - Racconto di Natale (Un conte de Noël)
- Olivier Mauvezin; Agnes Ravez e Jean-Pierre Laforce - La classe - Entre les murs (Entre les murs)
- Daniel Sobrino, Roman Dymny e Vincent Goujon - Paris 36 (Faubourg 36)
- Philippe Vandendriessche, Emmanuel Croset e Ingrid Ralet - Séraphine

### Miglior film straniero
- Valzer con Bashir (Vals Im Bashir), regia di Ari Folman
- Eldorado Road (Eldorado), regia di Bouli Lanners
- Gomorra, regia di Matteo Garrone
- Into the Wild - Nelle terre selvagge (Into the Wild), regia di Sean Penn
- Il matrimonio di Lorna (Le Silence de Lorna), regia di Jean-Pierre e Luc Dardenne
- Il petroliere (There Will Be Blood), regia di Paul Thomas Anderson
- Two Lovers, regia di James Gray

### Migliore opera prima
- Ti amerò sempre (Il y a longtemps que je t'aime), regia di Philippe Claudel
- Home, regia di Ursula Meier
- Mascarades, regia di Lyes Salem
- Anything for Her (Pour elle), regia di Fred Cavayé
- Versailles, regia di Pierre Schoeller

### Miglior documentario
- Les plages d'Agnès, regia di Agnès Varda
- Elle s'appelle Sabine, regia di Sandrine Bonnaire
- J'irai dormir à Hollywood, regia di Antoine de Maximy
- Tabarly, regia di Pierre Marcel
- La vie moderne, regia di Raymond Depardon

### Miglior cortometraggio
- Les miettes, regia di Pierre Pinaud
- Une leçon particulière, regia di Raphaël Chevènement
- Les paradis perdus, regia di Hélier Cisterne
- Skhizein, regia di Jérémy Clapin
- Taxi wala, regia di Lola Frederich

### Premio César onorario
- Dustin Hoffman